# 이와키시 (폐지)
이와키시(磐城市)는 후쿠시마현에 있던 시이다. 1966년 10월 1일 이와키시 등 14개 시·정·촌이 합병하여 이와키시가 신설되고 폐지되었다. 이와키시(いわき市) 남부에 해당한다.

## 역사
- 1954년 3월 31일 - 이즈미정, 에나정, 오나하마정, 와타나베촌이 합병해 이와키시가 성립하였다.
- 1966년 10월 1일 - 다이라시, 우치고시, 이와키시, 나코소시, 조반시, 이와키군 요쓰쿠라정, 도노정, 오가와정, 요시마촌, 미와촌, 다비토촌, 가와마에촌, 후타바군 히사노하마정, 오히사촌 등 14개 시·정·촌(5시 4정 5촌)이 합병하여 이와키시가 신설되고 폐지되었다.

## 역대 시장
| 대수 | 성명              | 취임         | 퇴임         | 비고        |
| ---- | ----------------- | ------------ | ------------ | ----------- |
| 1    | 다치바나 히데요시 | 1954. 5. 10. | 1956. 6. 13. | 재임중 사망 |
| 2    | 미요 요시카쓰     | 1956. 7. 29. | 1966. 9. 30. | 폐지        |